# Пал Фишер
Пал Фишер (мађ. Fischer Pál; Будимпешта, 29. јануар 1966) је бивши мађарски фудбалер који је играо на позицији нападача.

## Клупска каријера
Након што је у почетку играо за еренцварош ТЦ између 1984. и 1991. године, Фишер је прешао у Ајакс из Амстердама где играо као позајмњени играч. Са Ајаксом је успео да постане шампион холандске Ередивизије 1990. године. По повратку у Мађарску 1991. године, заиграо је за Шиофок и успео је да постане најбољи стрелац лиге за сезону 1991/92. Након годину дана играња за Шиофок потписао за Кишпешт Хонвед где је поново био шампион Мађарске за сезону 1992/93. Након тога се опет вратио у БФЦ Шиофок 1993. године, придружио се Шопрону ЛЦ 1994. пре него што је прешао у Вашаш СЦ 1995. где је остао да игра две сезоне. Поново је емигрирао 1997. године, овог пута да игра за хрватског прволигаша НК Осијек. После једне сезоне у Хрватској вратио се у Мађарску и играо за БКВ Елере, Трећи округ ТВЕ, Чепел, Ерчи Кинижи и Мађаргец, све по пола или пуну сезону пре пензионисања 2005. године.

## Репрезентација
Био је део мађарског тима који је учествовао на Светском првенству за младе 1985. године. Фишер је играо и за најбољу селекцију Мађарске, где је одиграо укупно 19 утакмица од 1988. до 1992. године.

## Остварења
Ајакс
- Ередивизија:
  - шампион: 1989/90.

Ференцварош
- Куп Мађарске у фудбалу:
  - првак: 1990/91.

Хонвед
- НБ I: 
  - шампион: 1992/93.

- Прва лига Мађарске у фудбалу
  - Најбољи стрелац Мађарске лиге: 1991/92. (16. голова), титулу је поделио са Ференцом Оросом